# منیر الحدادی
منیر الحدادی محمد (زادهٔ ۱ سپتامبر ۱۹۹۵) که عموماً با نام منیر شناخته می‌شود، بازیکن فوتبال اسپانیایی مراکشی است که به عنوان مهاجم برای لاس پالماس بازی می‌کند.

## دوران باشگاهی

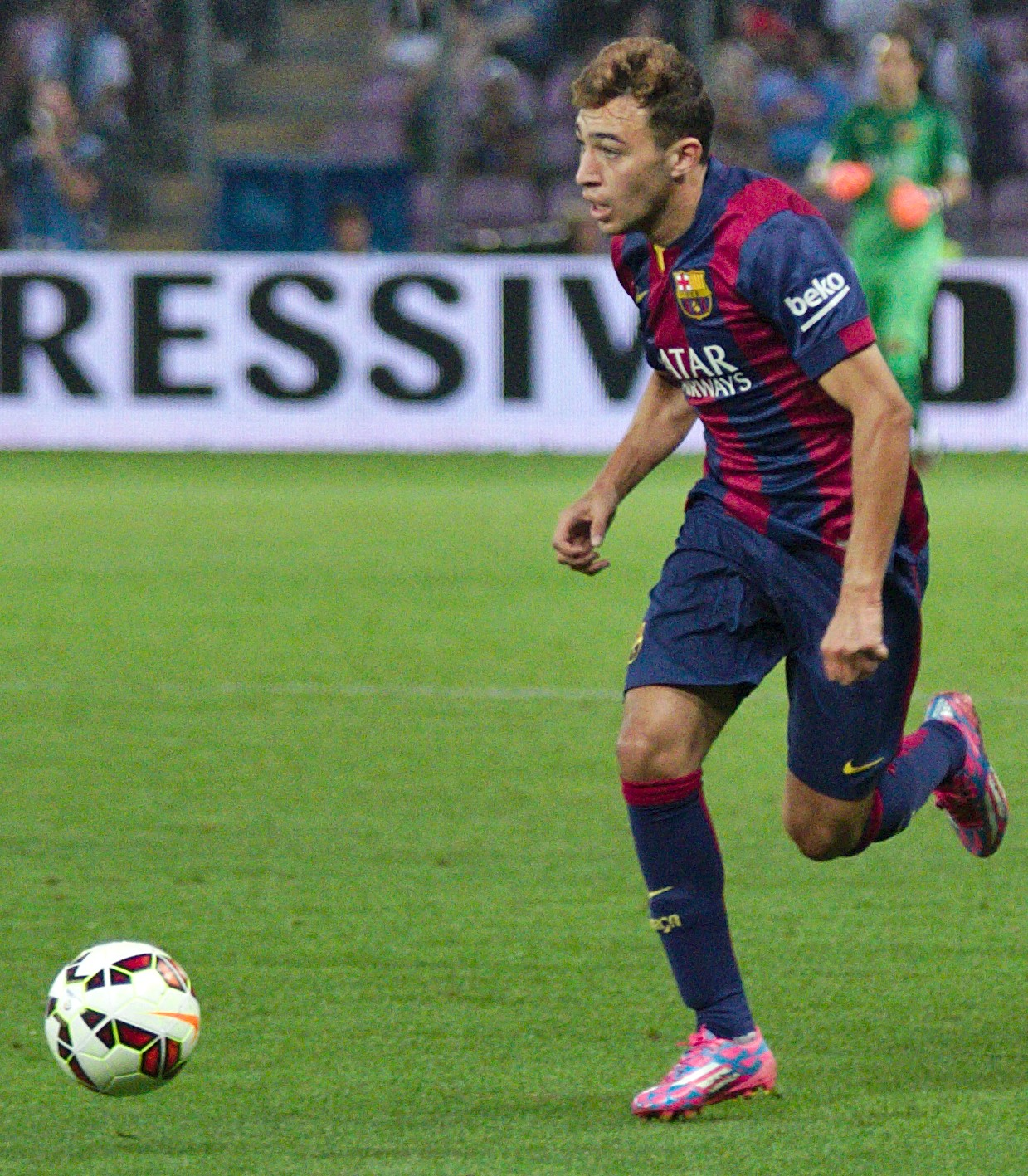
منیر الحدادی در پیراهن بارسلونا

### سال‌های اولیه
وی از خانواده‌ای مراکشی در سن لورنزو، مادرید به دنیا آمد، به عنوان بازیکن قرضی از اتلتیکو مادرید به رایو مایادا هوندا رفت، با نمایشی تأثیرگذار در سال ۲۰۱۰ در این تیم طی ۲۹ بازی ۳۲ گل به ثمر رساند. دست‌آورد این عملکرد برای منیر جلب علاقهٔ چند باشگاه مانند رئال مادرید و منچستر سیتی بود، اما در تابستان همان سال قراردادی را با لا ماسیا آکادمی جوانان بارسلونا امضا کرد.

### بارسلونا
شروع کار منیر درلیگ جوانان یوفا بازی برابر تیم زیر ۱۹سال آژاکس بود جایی که او دو بار دروازه حریف را باز کرد. او برابر تیم‌های زیر ۱۹ سال میلان و کپنهاگن دبل کرد، و مسابقات را با ۱۱ گل زده در ۱۰ بازی به اتمام رساند. الحدادی در بازی فینال برابر بنفیکا نیز دو بار گلزنی کرد.

با شروع سال ۲۰۱۴، وی به باشگاهی از جمله آرسنال، پاری سن ژرمن و بایرن مونیخ لینک شد. سوم مارس ۲۰۱۴، قراردادش را با آکادمی باشگاه تا ژوئن ۲۰۱۷ تمدید کرد که در ازای ۱۲ میلیون یورو می‌تواند از باشگاه جدا شود، اما در صورتی که در لیست بازیکنان بزرگسال قرار گیرد مبلغ رضایت نامه وی به ۳۵ میلیون یورو می‌رسد.
منیر بعد از عدم قرار گرفتن در ترکیب تیم برابر تنریف و دپورتیوو لاکرونیا در دوم مارس ۲۰۱۴ اولین حضور حرفه یش را برای بارسلونای بی برابر رئال مایورکا در لیگا ادلانته تجربه کرد، در آن بازی در دقیقهٔ ۷۲ به عنوان یار تعویضی جانشین ساندرو رامیرز شد. اولین گلش در یک تیم بزرگسال را نوزدهم آوریل طی پیروزی ۲–۱ خانگی برابر جنوا به ثمر رساند.
روز ۲۴ اوت ۲۰۱۴، منیر اولین بازیش را برای تیم اول بارسلونا در لا لیگا، مقابل الچه و در نیوکمپ انجام داد. او بازی را در ترکیب ثابت شروع کرد و قبل از تعویض با پدرو رودریگز در دقیقه ۶۷ گل دوم بازی را در پیروزی ۳–۰ وارد دروازه حریف کرد.

## آمار باشگاهی
تا تاریخ ۲۴ اوت ۲۰۱۴
| باشگاه        | فصل           | لیگ  | لیگ | جام  | جام | یوفا | یوفا | کل   | کل |
| باشگاه        | فصل           | بازی | گل  | بازی | گل  | بازی | گل   | بازی | گل |
| ------------- | ------------- | ---- | --- | ---- | --- | ---- | ---- | ---- | -- |
| بارسلونای بی  | 2013–14       | 11   | 4   | —    | —   | —    | —    | ۱۱   | ۴  |
| بارسلونای بی  | Total         | ۱۱   | ۴   | —    | —   | —    | —    | ۱۱   | ۴  |
| بارسلونا      | ۲۰۱۴–۱۵       | ۱    | ۱   | ۰    | ۰   | ۰    | ۰    | ۱    | ۱  |
| بارسلونا      | Total         | ۱    | ۱   | ۰    | ۰   | ۰    | ۰    | ۱    | ۱  |
| Career totals | Career totals | ۱۲   | ۵   | ۰    | ۰   | ۰    | ۰    | ۱۲   | ۵  |

## افتخارات
جوانان بارسلونا
- قهرمانی با جوانان بارسلونا در لیگ جوانان یوفا فصل ۲۰۱۳/۱۴
- لیگ قهرمانان اروپا ۲۰۱۴-۲۰۱۵

سویا
- لیگ اروپا: ۲۰–۲۰۱۹[۱۲]